# Acacia donnaiensis
Acacia donnaiensis é uma espécie de leguminosa do gênero Acacia, pertencente à família Fabaceae.